# چهارباغ (البرز)
شهر چهارباغ مرکز شهرستان چهارباغ و شهری در استان البرز ایران است.

## جمعیت
جمعیت شهر چهارباغ بر اساس سرشماری عمومی نفوس و مسکن در سال ۱۳۹۵، برابر با ۴۸٬۸۲۸ نفر بوده‌است.

## موقعیت و ویژگی‌ها
شهر چهارباغ از شمال محدود به آزادراه کرج-قزوین، از شمال شرقی محدود به خیابان صنعتکاران (مرز مشترک با کمالشهر کرج)، از سمت جنوب شرقی به خط راه‌آهن و جاده قزلحصار، و از سمت جنوب محدود به دکل‌های فشار قوی انتهای چهارباغ، و از سمت جنوب غرب محدود به خیابان خراسان (روستای قوهه) و خط راه‌آهن، و از سمت شمال غرب محدود به خیابان تک‌ماکارون (مرز مشترک با بخش مرکزی) می‌باشد.
این شهر از ارتقای روستای چهاردانگه به شهر (در نیمه اول ۱۳۸۴) و الحاق دو روستای قائمیه و حافظیه (تیرماه ۱۳۸۶)، تأسیس شده‌است و شهرداری آن از تاریخ ۲۳ مرداد ۱۳۸۴ آغاز به کار نموده‌است.

## ادارات چهارباغ
هم‌اینک دفتر امام جمعه، دفتر نماینده مجلس، ادارات دادگستری، کمیته امداد، شهرداری، بخشداری، شورای اسلامی شهر و بخش، ارشاد و تبلیغات اسلامی، امور مساجد، مجتمع حل اختلاف، گاز، آب، برق، بهزیستی، ورزش و جوانان، مخابرات، دفتر پستی، کلانتری، پلیس راه، ۱۲ شعبه بانک دولتی پست بانک ایران، کارگزاری تأمین اجتماعی و بیمه روستایی در چهارباغ فعالیت دارند.
فاصله بین شهرک قائمیه تا مرکز شهر چهارباغ حدود ۱۰ کیلومتر است و شهرک حافظیه نیز حدود ۵ کیلومتر با مرکز شهر فاصله دارد.
چهارباغ از جمله شهرهایی است که بین مناطق شهری آن زمین‌های کشاورزی و باغی فراوانی وجود دارد.
بخش زیادی از اراضی حریم بافت شهری چهارباغ به کشت محصولات کشاورزی، سبزی و باغات میوه اختصاص دارد و سالانه مقادیر قابل توجهی محصول در منطقه برداشت می‌شود.
طرح مطالعاتی ساخت شهرک صنعتی چهارباغ در زمینی به مساحت ۸۰۰ هکتار در سال ۱۳۸۶ آغاز شد.
شهرک الهیه و دهکده ورزشی از محلات و روستاهای چهارباغ هستند. وجود اراضی مزروعی با تنوع کشت انواع محصولات کشاورزی (صیفی جات) با وسعت ۱۵۰۰ هکتار و همچنین وجود باغات میوه و به ویژه فعالیت تعداد کثیری گلخانه‌های تولیدکننده گل‌های زینتی و سایر محصولات که موجب شده این شهر تحت عنوان قطب گل و گیاه استان و مهد پرورش گلهای پامچال باشد.
باغ پرندگان چهارباغ از جمله نقاط دیدنی است که صدها گونه پرنده نایاب را در خود جای داده‌است.

## تاریخچه
بررسی‌های انجام شده نشان می‌دهد قدمت چهارباغ به بیش از ۲۰۰ سال می‌گذرد. وجود تپه تاریخی در غرب شهر حکایت از پیشینه تاریخی آن دارد. این در حالی است که سابقه سکونت در نواحی منفصل شهری حافظیه و قائمیه به حدود ۵۰ سال گذشته بازمی‌گردد.
گلستان ها و بوستان های چهارباغ که اراضی دکتر هاشم شجاع نیا بوده , سال ۱۳۵۰ به صورت کاملا اصولی بر اساس اصول شهرسازی تکفیک سازی میشود. اکنون گلستان های چهارباغ جزو مرفه نشین ترین مناطق چهارباغ هست که ویلا با ۳۳۰۰ متر زمین و ۱۲۰۰ متر بنا در این منطقه وجود دارد. اراضی بوستان و گلستان چهارباغ قطعات دارای سند شش دانگ و خیابان های ۱۸ متری هست که وجه متمایز چهارباغ نسبت به دیگر مناطق ویلا نشین استان البرز هست.
خیابان های گلستان و بوستان, شهرک الهیه , شهرک طاووسیه, شهرک گلستان , شهرک مهنا جزو محله های ویلا نشین و معروف چهارباغ هستند, و تمامی این اراضی دارای سند تک برگ معتبر هست.
این شهر از ارتقای روستای چهاردانگه به شهر (در نیمه اول سال ۸۴) و الحاق دو روستای حافظیه و قائمیه (تیرماه ۱۳۸۶) تأسیس شده و شهرداری آن از تاریخ ۲۳ مرداد ماه سال ۱۳۸۴ آغاز به کار کرده‌است. ضمن این که از آذر ماه سال ۹۷ شهرک ابریشم به محدوده شهر چهارباغ اضافه شد.

## سیاست

### ارتقا به شهرستان
در آذرماه سال ۱۱۳۹۹ «تصویب نامه در خصوص تقسیمات کشوری در شهرستان ساوجبلاغ استان البرز» اعلام شد. طبق این تصویب‌نامه، ضمن تعدادی تغییرات دیگر، با تغییر نام بخش چهارباغ استان البرز به مرکزی یک شهرستان بنام چهارباغ از تلفیق دو بخش مرکزی و رامجین و شهر چهارباغ ایجاد می‌شود.

## جغرافیا

### موقعیت

نقشه شهرستان‌های استان البرز

شهرستان چهارباغ، از شرق به کرج، غرب به نظرآباد، شمال به ساوجبلاغ و جنوب به کرج و اشتهارد منتهی می‌شود.

## طرح‌ها

### طرح موضعی ساماندهی حریم شهر چهارباغ
در سال ۱۳۹۹ معاون شهرسازی و معماری وزارت راه و شهرسازی و دبیر شورای‌عالی شهرسازی و معماری ایران مصوبه این شورا را دربارهٔ طرح موضعی ساماندهی حریم شهر چهارباغ را به استاندار و رئیس شورای برنامه‌ریزی و توسعه استان البرز اعلام کرد. پیشتر در سال ۱۳۹۲ نیز مصوبه ای با موضوعی مشابه اعلام شده بود.

### راه اندازی منطقه ویژه اقتصادی لیزر
طبق سخنان فرماندار چهارباغ، مطالعات راه‌اندازی منطقه ویژه لیزر در شهرستان آغاز شده‌است.

### باغشهر چهارباغ
باغشهر چهارباغ که قبل از انقلاب رقم خورده و قواره به صورت باغشهری با خیابان های ۱۸ متری تفکیک شده هست که شامل گلستان ها و بوستان های چهارباغ میشود.

## تغییر کاربری غیرمجاز اراضی
طی تغییر کاربری غیرمجاز اراضی چهارباغ، کاربریهای غیرمجاز آزادسازی شدند:
- تیرماه ۱۴۰۱، ۱۰۰ هکتار از اراضی تغییر کاربری یافته آغچه حصار رامجین ازادسازی شد[۱۸]
- شهریور ۱۴۰۰، ۲۳۰ هکتار از اراضی روستان رمنده چهارباغ ازادسازی شد[۱۹]